# ベビーリーフ
ベビーリーフ（英: Baby leaf）とは、主に葉を食べる野菜の発芽後10 - 30日程度の若い葉菜の総称である。レタスや漬け菜などの若い芽や葉を早どりするもので、サラダなどに使われる。

## 概要

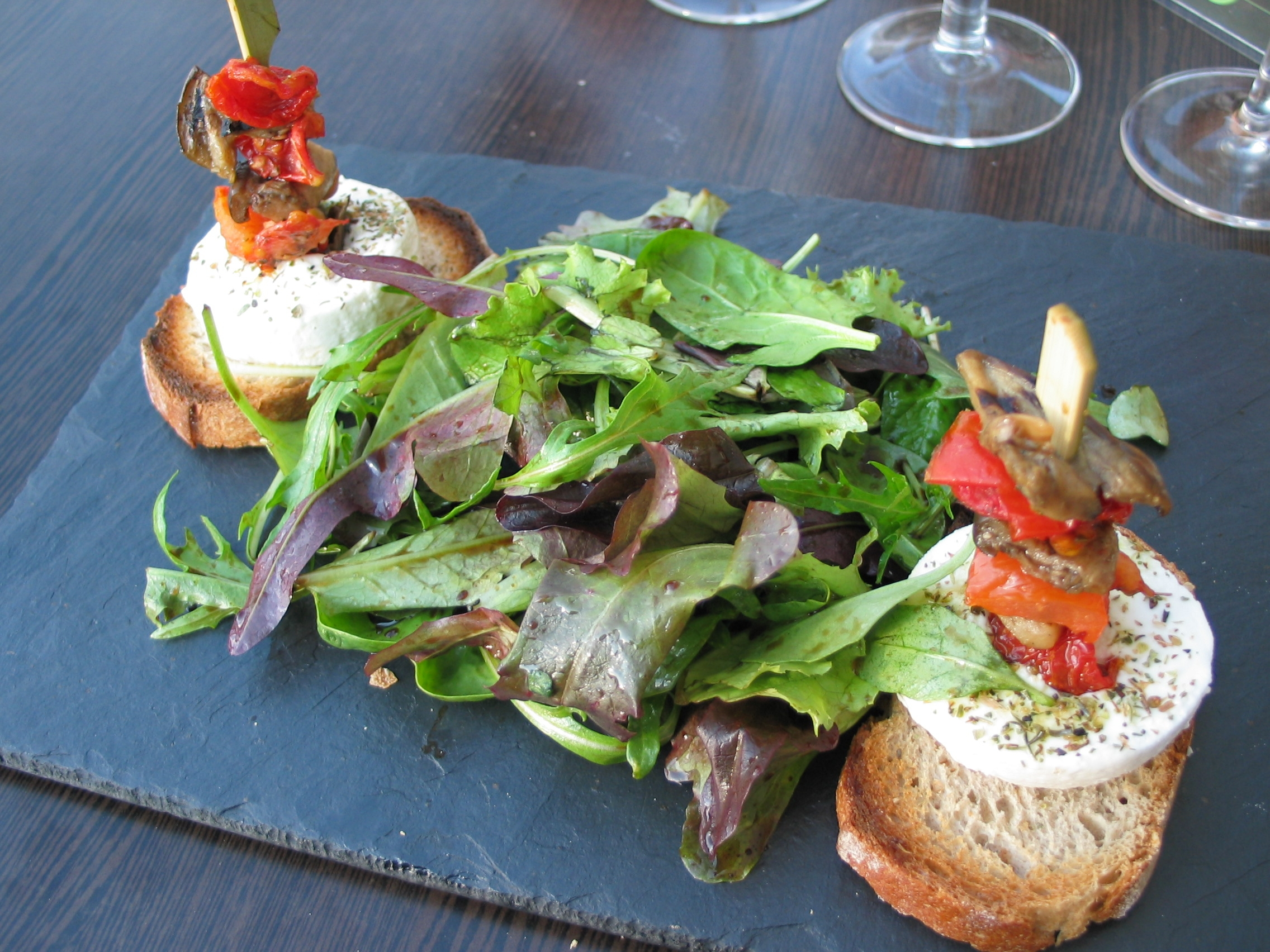
ベビーリーフを用いたサラダ
(ムスクランとして作られたもの)

葉丈10 - 15センチメートル程度で葉柄部分から収穫し、サラダなどに供する。彩りや味の異なる数種類の葉を混ぜて売られるのが一般的である。
ベビーリーフ同様、サラダ用に若い葉菜の柔らかい葉を取り混ぜたものをフランス語でムスクラン（mesclun）、英語でメスクラン・グリーンズ（mesclun greens）、イタリア語でミスティカンツァ(misticanza)とよぶ。アメリカ合衆国やカナダの規模の大きなスーパーマーケットでは、野菜売り場でよく見られる。元々は南フランスのサラダである。若葉の鮮やかな彩りとやわらかな食感、クセのない風味で、通年入手できる。
家庭栽培用に「ガーデンベビー」「ムスクラン」「サラダミックス」「ガーデンレタスミックス」「ベビーサラダミックス」などの名称で、レタスなど多種類の葉もの野菜の種がミックスして売られており、春と秋に種をまいてプランター（コンテナ）などで手軽に栽培もできる。

## 栽培

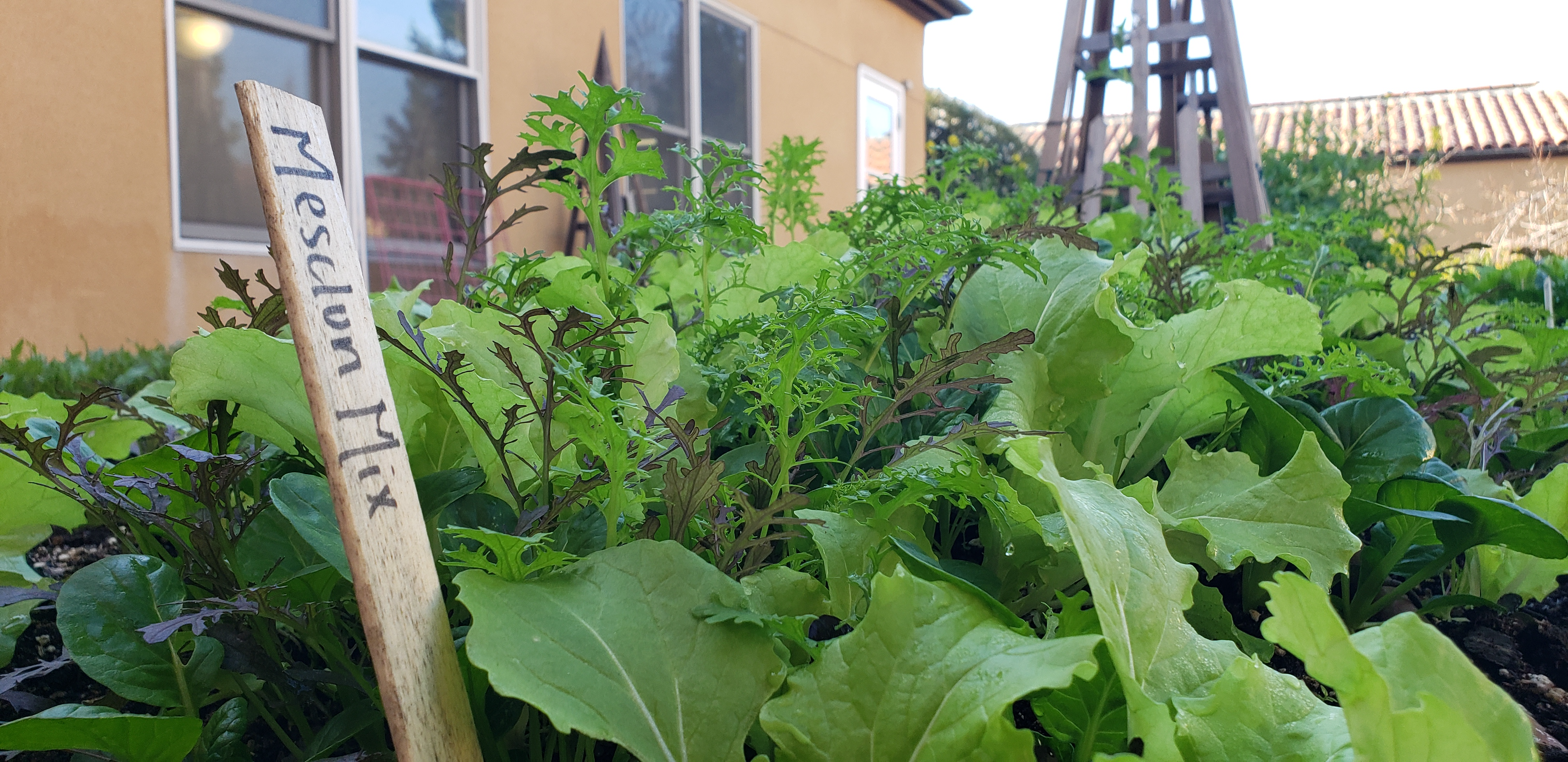
スタンフォード大学のゲルハルト・キャスパー・オーガニック・ティーチング・ガーデンで屋外栽培されているベビーリーフ（メスクランミックス）

若い葉を食べるものなので、プランター（コンテナ）に植えるとつくりやすい。畑で栽培するときは、大きくなる前に収穫する。コンテナでつくる場合は、水切れしないように注意しながら育てていく。また、こまめに収穫することで長期間楽しむことができる。日当たりの良い場所で栽培適温20 - 30度が条件であるが、通年栽培も可能で、冬場は室内の日当たりのよい暖かい場所で栽培できる。播種は4月から10月上旬まで行うことができる。
腐葉土の入った畑の土に偏りがないように粗く均等に種をまいて、発芽したら間引きしながら育て、間引き菜やある程度育った葉を収穫して利用する。あるいは、育苗ポットに種をまいて苗を育て、プランターに株間を少し空けて定植し、草丈が10 cmくらいになった外側の葉から摘んで収穫する。苗の植え付けは、草丈5 - 6センチメートル (cm) くらいがよく、このくらいの大きさでも収穫してもよい。プランターは株間10 cmとれるぐらいの苗の数に合わせて大きさを選ぶ。収穫後にお礼肥として株間に追肥を与えてやると、次々と葉が伸びてくるので、長く収穫できる。

## 用いられる野菜
以下の葉菜が主にベビーリーフとして使われている。ただし、「これらの野菜を使用しなければベビーリーフではない」とするような規定はなく、若い葉を使用していればベビーリーフとみなされている。
- ホウレンソウ[2]
- テーブルビート(デトロイトリーフ)
- レタス（ロロロッサ、サラダ菜など）[2]
- カラシナ（マスタードリーフ）[2]
- エンダイブ
- ルッコラ[2]
- タアサイ[2]
- コマツナ[2]
- ミズナ[2]